# 金塚孝
金塚 孝（かなつか たかし、1902年（明治35年）8月5日 - 1973年（昭和48年）10月20日）は、大正から昭和期の実業家、政治家。衆議院議員。

## 経歴
茨城県新治郡真鍋町（土浦市大字真鍋を経て、現在は土浦市真鍋）で生まれる。1919年（大正8年）、茨城県立土浦中学校（現在の茨城県立土浦第一高等学校）を卒業した。
日神酒造社長、ニッシン興業社長、湖南通運専務取締役、アサヒ産業社長、土浦商工会議所会頭などを務めた。
1947年（昭和22年）、茨城県議会議員に当選。民主党に所属して同党茨城県支部総務に就任。1948年（昭和23年）に県議を辞職し、1949年（昭和24年）1月に実施された第24回衆議院議員総選挙で茨城県第3区に民主党公認で出馬して当選し、その後改進党に所属して衆議院議員に1期在任した。この間、民主党代議士会副会長などを務めた。1952年（昭和27年）10月の第25回総選挙に立候補したが落選した。
自由民主党の結成後に同党茨城県連顧問に就任した。